# Wigan North Western (stacja kolejowa)
Wigan North Western – stacja kolejowa w Wigan, w hrabstwie Wielki Manchester, w Anglii, w Wielkiej Brytanii.
Jest to średniej wielkości stacja na West Coast Main Line. Obsługiwana jest przez Virgin Trains oraz Northern Rail. London Midland obsługiwał codziennie połączenie do Preston, ale zostało ono zawieszone. Stacja została otwarta w 1838.
Na przełomie 2008/09 z usług stacji skorzystało 1,118 mln pasażerów.